# 馬剛中
馬剛中（1605年—1641年），字毅伯、又字抑伯，號九如，河南汝寧府光州商城縣人，明朝政治人物。

## 生平
馬剛中是崇禎六年（1633年）癸酉科河南鄉試第六名舉人，七年（1634年）甲戌科三甲第五十八名進士。戶部觀政，授大同縣知縣，九年（1636年）任山西鄉試同考官，大同位處邊境，軍民雜處，監軍為宦官，他能夠平衡各方，得眾人歡心，十一年（1638年）升翰林院檢討，在翰林院讀得中秘藏書，學識愈加豐富。
崇禎十三年（1640年）馬剛中省親歸里，十四年（1641年）張獻忠攻打商城，馬剛中與姊夫洪胤衡等協助知縣盛以恆守城，與義勇作戰，流賊勢眾，別人勸其逃走，他回答：「吾矢志死守，誰倡此言，義當斬之！」人心稍定，後來流賊襲擊北城樓，城破被擒不屈，被敵寇肢解。

## 家族
曾祖馬鰲；祖父馬耑，封沂水縣知縣；父馬之圖，萬曆三十二年進士，吏部稽勳司員外郎。弟馬柔中，指揮。

## 引用
1. 1 2  康熙《光州志·卷五十六·忠義列傳》：馬剛中，字毅伯，商城人，崇禎甲戌進士。授大同知縣，郡處邊徼，軍民雜處，而監軍又屬中使。剛中善調劑，得軍民歡，政成奏最擢翰林院檢討。剛中在翰林得讀中秘書，學術益富，庚辰以省親歸里。辛巳春獻賊攻城，剛中誓死登陴，更率義勇與戰，賊勢益眾，人曰：「事急矣，可行也。」剛中曰：「吾矢志死守，誰倡此言，義當斬之！」眾稍定，後賊襲北城樓，遂被害。 節舊志
2. ↑  康熙《光州志·卷四十·選舉志中》：（崇禎）癸酉科（舉人）有……馬剛中…… 俱商城人
3. ↑  《崇祯七年甲戌科进士履历便览》：马刚中，曾祖鰲；祖耑，封沂水知县；父之图，稽勋司郎中、甲辰。九如，字抑伯，诗二房，乙巳年三月二十六日生，汝宁府商城县人，癸酉乡试六名，会一百六十六名，三甲五十八名，户部观政，六月授山西大同知县，丙子本省同考，纪录二次，丁丑行取，戊寅钦选翰林院蕳讨，己卯起居注六曹章奏，辛巳殉难卒。
4. ↑  《明史·卷293》：盛以恒，潼關衛人。崇禎十三年舉人。知商城縣。視事月餘，流賊突至，卻之。明年，張獻忠陷襄陽，鄰境大恐。以恒已遷開封同知，將行，士民懇留之，乃登陴，與鄉官楊所修、洪胤衡、馬剛中、段增輝共城守。二月中，賊奄至，適雨雪，守者凍餒不能戰。以恒督家眾射賊十七人墜馬，賊怒，併力攻，矢中以恒右額，猶裹創拒敵。賊登北城，家眾巷戰死且盡，乃被執，罵賊不屈，為賊支解。
5. ↑  《明季北略·卷十七》：而鄉官原任簡討馬剛中，字九如，崇禎甲戌進士，為賊支解。